# Métro de Lima
Le métro de Lima (en espagnol : Tren Urbano de Lima), appelé aussi Tren Electrico, est un métro qui longe une partie de la ville de Lima, capitale du Pérou. Il a été inauguré officiellement le 11 juillet 2011 mais mis en service pour le public  le 3 janvier 2012. Le réseau n'est composé que de deux lignes totalisant 40 km pour 31 stations. Les deux lignes ne sont actuellement pas encore en correspondance.

## Historique

### Une première construction, non terminée
Initialement débutées sous la dictature de Juan Velasco Alvarado, les études menées par le consortium germano-péruvien Metrolima conduisirent dès 1973 le gouvernement péruvien à approuver un projet de quatre lignes de transport de masse totalisant 67,5 kilomètres, principalement souterraines, pour la zone métropolitaine de Lima-Callao. Mais les difficultés techniques (le rez-de Lima est hautement sismique), financières et politiques rencontrées par le Pérou dans les années qui suivirent rendirent caduc ce projet.
En 1986, le président Alan García remet le projet à l'ordre du jour. À l'issue d'un appel d'offres, une première ligne, essentiellement en viaduc, orientée nord-sud, de 43 km de longueur et reliant Villa El Salvador à Comas, est attribuée au consortium italien Tralima/Intermetro, malgré une forte concurrence brésilienne. Les premiers véhicules arrivent en juillet 1990. Mais en 1991, sous la présidence d’Alberto Fujimori, le nouveau gouvernement arrête les travaux comme tenu de l'état des finances du pays. Seul le dépôt (patio taller) et 9,8 km de lignes sont terminés. L'ancien président Alan Garcia sera mis en accusation en 1995 pour avoir reçu des pots-de-vin de la part de l'entreprise italienne.
Avec un budget extrêmement réduit, l'AATE (Autorité Autonome du Train Électrique), fondée en février 1986, qui sera transférée à la municipalité de Lima en 2001, parvint à remettre en essais cette première section en 1997 entre Villa El Salvador et Atocongo, dans le quartier de San Juan de Miraflores. Annoncé à plusieurs reprises, aucun service commercial n'a toutefois été effectué. En 2000, les travaux sont arrêtés. Après la mise en place d'un service gratuite en octobre 2002 entre Villa El Salvador et Atocongo, soit sept stations, puis d'un service commercial limité  (du lundi au vendredi de 7h00 à 14h00, samedi et dimanche de 11h00 à 17h00) en janvier 2003 avec extension du service en mars, le service est suspendu en juillet 2003 faute de fonds pour couvrir les frais de fonctionnement courants, puis reprend en janvier 2004 mais uniquement samedi et dimanche de 10h00 à 17h40. Cinq trains de six véhicules, sur les 10 trains commandés, sont en service, partiellement. La question clé reste celle du financement.

### La seconde tentative
En 2008, le gouvernement d'Alan García, à nouveau élu président depuis 2006, a relancé un appel d'offres, gagné en décembre 2009 cette fois-ci par le consortium péruvo-brésilien Consorcio Tren Eléctrico Lima, formé par Graña y Montero et Odebrecht, comportant le prolongement sur 12,3 km du viaduc de la ligne 1 sur le tronçon Atocongo-Grau. Pour un montant de 410,2 millions d'US$, le contrat prévoit la construction de 9 stations nouvelles  et la remise en état et aux normes du tronçon déjà construit, avec une fin des travaux en juin 2011.
Lors de l'inauguration officiel  le 11 juillet 2011 des tests sans passagers sont lancés entre Grau et Villa El Salvador. Le 3 janvier 2012, un service avec passagers est lancé, desservant les stations Villa el Salvador, Parque Industrial, María Auxiliadora, Jorge Chávez, Ayacucho, Angamos, San Borja Sur, Arriola et Gamarra. La mise en service de la ligne sur le tronçon, principalement en aérien (14 km) et partiellement au sol, en site propre, entre Grau et Villa El Salvador (22,2 km, 16 stations dont 6 en surface et 10 en viaduc) est effective le 5 avril 2012 avec un train tous les quarts d'heure.
Le 26 juillet 2014 c'est le tronçon, entièrement aérien, entre Miguel Grau et Bayóvar (12,4 km, 10 stations) avec un train toutes les 6 à 10 minutes de trains 06:00 à 23:00 qui est mis en service. Une rénovation de la ligne fut encore nécessaire rapidement. Siemens obtint un contrat de rénovation des installations électriques.

## La ligne 1 en exploitation
Le système est aujourd'hui composé d'une ligne de métro aérienne (sur un viaduc), d'une longueur totale de 34,6 km, à travers les quartiers de Villa El Salvador, Villa Maria del Triunfo, San Juan de Miraflores, Santiago de Surco, La Victoria, Lima (centre historique) et San Juan de Lurigancho.

## La ligne 2 en construction
Le 15 février 2012, à l'issue de discussions entre le gouvernement central et les municipalités de Lima et Callao, le président Ollanta Humala a annoncé la construction de la ligne 2 du métro de Lima, selon l'itinéraire initialement proposé, d'orientation est - ouest, avec quelques variantes, soit 27 km de ligne souterraine et 27 stations, reliant la commune de Ate au district de Callao, attenant à la capitale. En outre, il est prévu de construire dans le même temps une branche vers l'aéroport international, qui sera le premier tronçon de la future ligne 4. Dans un premier temps cette branche irait de la station San José (ligne 2) à la station Gambetta, soit 8 km et 8 stations.

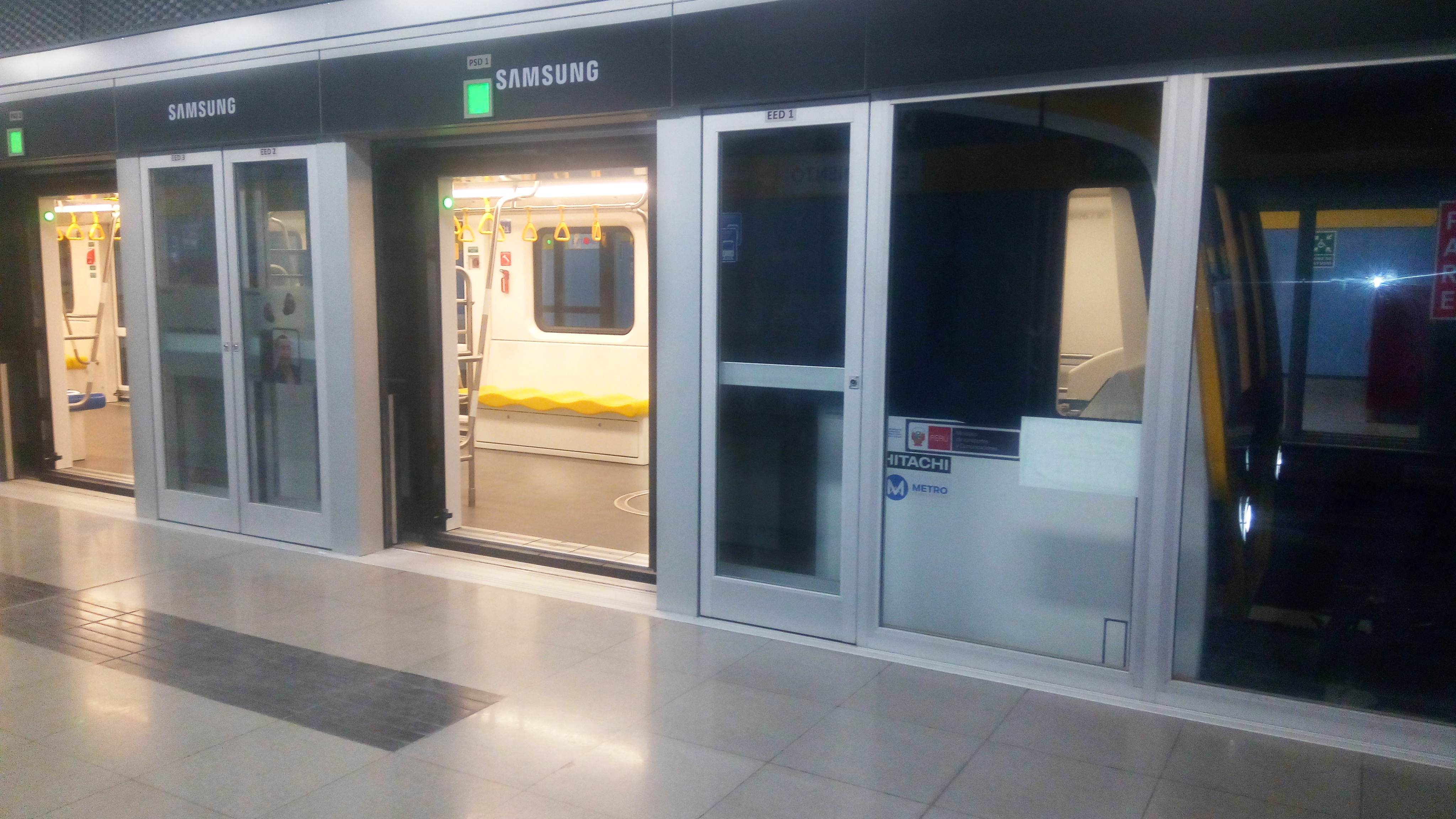
La rame hitachi de la ligne 2 du métro de Lima

Le projet des lignes 2 et 4 du métro de Lima comprend 35 stations, 35 km de tunnels, 2 dépôts et 42 trains.
Cette deuxième ligne se connectera à la première ligne de métro à la station Miguel Grau, et à la première ligne du "Metropolitano" (transport par Bus en Site propre  à la Estación Central), déjà située en sous-sol.
.

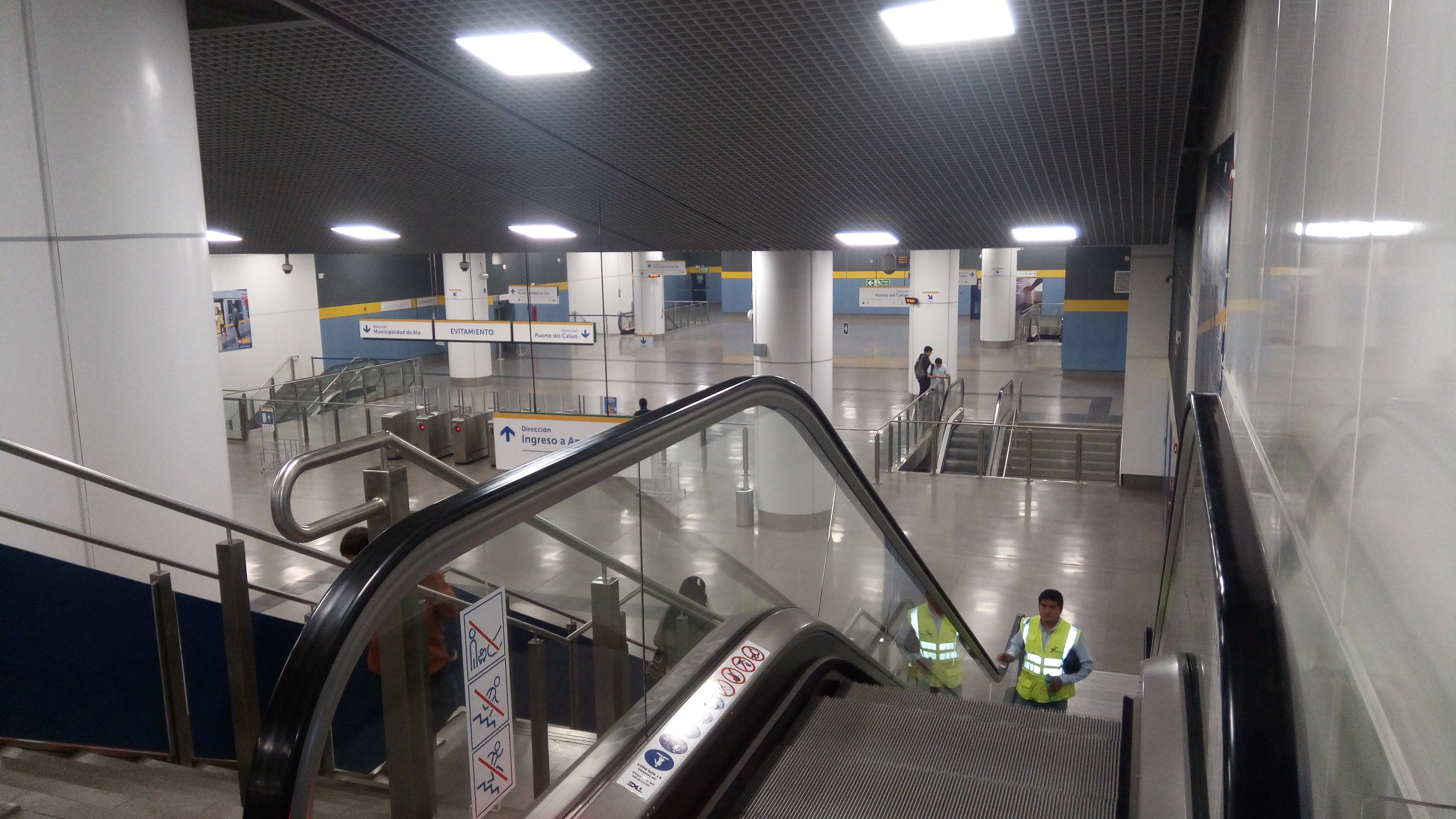
La station évitement de la ligne 2

Le Ministre des Transports, Carlos Paredes, prévoyait alors la réalisation des travaux souterrains dans un délai maximal de six ans.
Proinversión, organisme gouvernemental responsable de promouvoir les investissements de l'État, fut chargé des études techniques et financières et d'attribuer la concession de la construction de la deuxième ligne du métro.
Le financement du projet évalué à 5,8 milliards $US est assuré essentiellement sur financements privés et emprunts,,,,. L'investissement est classé à risque BBB selon certaines agences de notation.

Le 28 mars 2014, après un processus ouvert débutant en janvier 2013,, la sélection des entreprises préqualifiées en février, un consortium mené par le Groupe ACS et dans lequel le groupe italien Finmeccanica détient 12 %, a été sélectionné pour concevoir, financer, construire, exploiter et maintenir la future ligne 2 du métro pour une durée de 35 ans dont 5 ans pour la phase de construction et 30 ans pour la phase consécutive d'exploitation et de maintenance. Le contrat Finmeccanica atteint 1,2 milliard $US. 

Ligne 1 en service, lignes 2 et 4 en construction

La part du contrat attribuée à Ansaldo STS s'élève à environ 710 millions US$ (510 millions d'euros) et la part concernant AnsaldoBreda s'élève à environ 500 millions US$ (364 millions d'euros). Ansaldo STS sera chargé de la conception du projet et de la fourniture, l'installation, la mise en service et intégrant les différents systèmes d'exploitation électromécaniques (pour la signalisation, l'alimentation, télécommunications, portes de plate-forme, dépôts d'équipement, centres de contrôle, billetterie automatique et le système SCADA). Ansaldo STS fournira la technologie de signalisation CBTC permettant une conduite des trains sans conducteur. AnsaldoBreda sera chargé de fournir 42 rames de six véhicules de 107 mètres de long.
La société Siemens obtient le contrat d'électrification.
La construction de la ligne 2 a commencé au mois d'octobre 2014. La pose de la première pierre se déroulera début janvier 2015. Un suivi régulier du projet, est réalisé par la société concédante. Toute la ligne sera sous terre et devrait entrer en service en 2021 ou 2022. Les premiers véhicules arrivent en 2016.
Le premier tronçon comptant seulement 5 stations est finalement inauguré le 21 décembre 2023 entre Evitamiento et Mercado Santa Anita.

## Équipements techniques
| Matrériel               | Construction | Mis en service | Constructeur       | Nombre de rame | Nombre de voiture par rame | Conduite    | Ligne | Illustration                                         |
| ----------------------- | ------------ | -------------- | ------------------ | -------------- | -------------------------- | ----------- | ----- | ---------------------------------------------------- |
| MB.100                  | 1988 - 1994  | 1990           | AnsaldoBreda       | 5              | 6                          | Conducteur  |       |                                                      |
| Alstom Metrópolis 9000  | 2009 - 2012  | 2012           | Alstom             | 19             | 6                          | Conducteur  |       | Nouveau train sur la ligne 1 (station San Borja Sur) |
| AnsaldoBreda Driverless | 2017 - 2020  | 2023           | Hitachi Rail Italy | 35             | 8                          | Automatique |       |                                                      |

### Matériel roulant de la ligne 1
La ligne 1 dispose de 44 trains de six voitures. Tous sont alimentés par caténaire en 1,5 kV cc.
Lors de son ouverture en 2012, 5 rames de six véhicules, dérivées de celles utilisées sur la ligne B du métro de Rome MB.100, furent mises en service. Deux voitures avaient été livrés en complément. Ces véhicules sont de fabrication Breda avec des équipements électriques Ansaldo. Ces 32 véhicules avaient été construits et livrés dès 1989-1994, rénovés pour la mise en service de la ligne en 2011.
Par la suite ce sont des véhicules de la gamme Métropolis qui furent fabriqués dans l'usine barcelonnaise d'Alstom pour la ligne 1. Une première commande en avril 2011 de 19 trains de cinq véhicules fut livrée en 2012 et 2013. Une seconde commande en juillet 2016 de 20 trains de six véhicules avec 19 voitures complémentaires sera livrée en 2017 et 2018. Au total Alstom total livra 234 voitures (39 trains de six véhicules) pour le métro de Lima. Ces rames Alstom Metropolis sont semblables à la série 9000 du Métro de Barcelone.
Les trains initiaux MB.100 viennent en complément aux heures de pointe et en cas de défaillance des rames Alstom.

### Matériel roulant de la ligne 2
La ligne 2 dispose de 35 trains de huit voitures. Tous sont alimentés par caténaire en 1,5 kV cc.
Les rames fabriquées par Hitachi Rail Italy ont été mises en service lors de l'ouverture de la ligne fin 2023 et sont à conduite automatique.

### Signalisation et automatismes des trains
Bombardier fournit les équipements de signalisation et de contrôle des trains sur le tronçon de 22,1 km de Villa el Salvador à l'hôpital Dos de Mayo (Avenida Grau).

## Exploitation et fréquentation
En mars 2011, Proinversión a attribué au consortium GYM Ferrovias S.A. une concession de 30 ans pour l’opération et la maintenance de la première ligne de métro,.

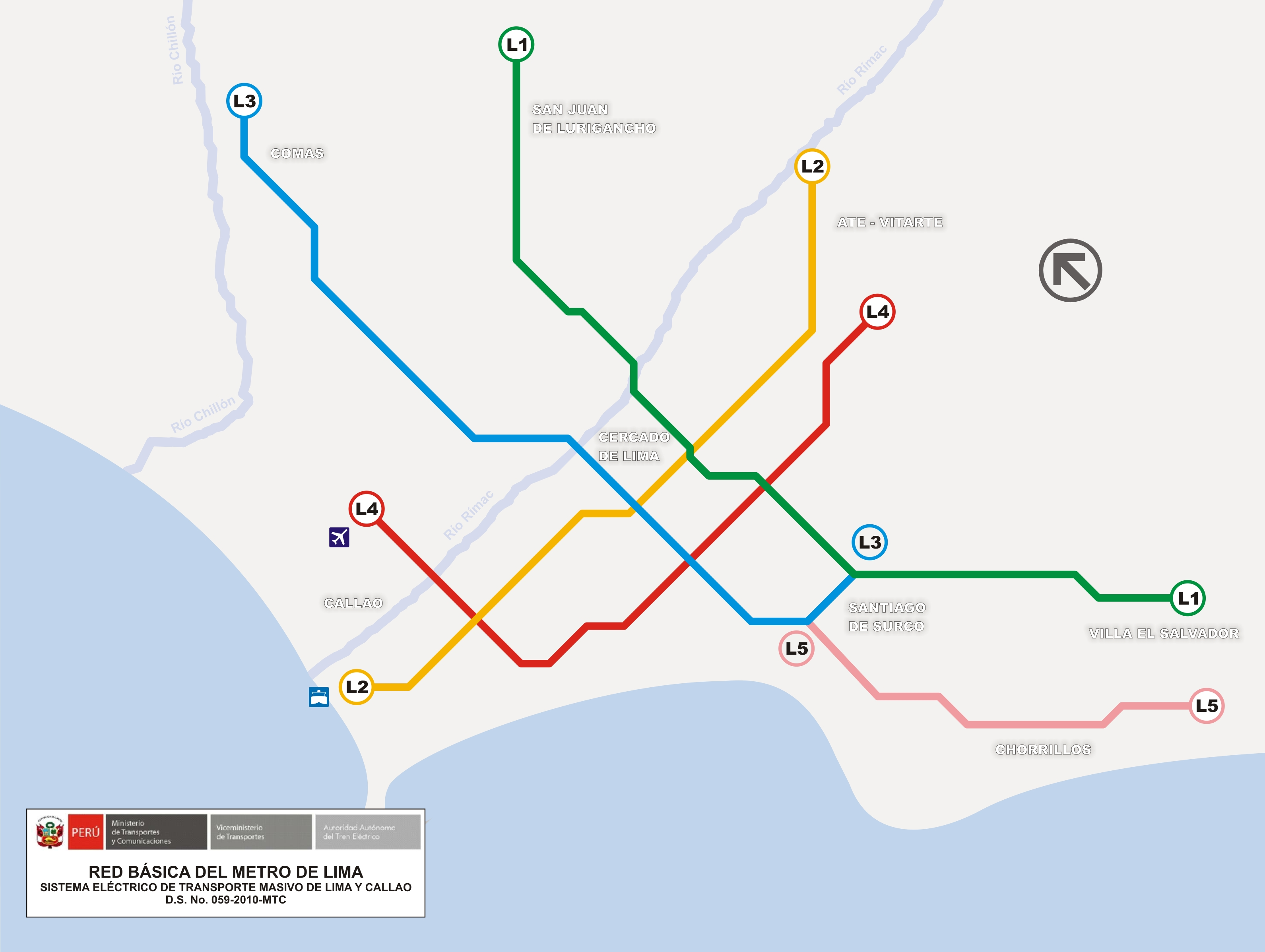
Le projet de réseau du métro de Lima (2010)

Depuis 2018 le nombre de trains disponible sur la ligne 1 est suffisant pour réduire l'intervalle aux heures de pointe à trois minutes.
En 2016, la ligne 1 a transporté 107 millions de passagers.
Les tarifs sont de 1.5 nouveau sol péruvien pour un trajet avec demi-tarif pour les mineurs et étudiants.

## Projets de développement
Le projet de réseau exposé en 2010 comprend au total cinq lignes de métro. La ligne 3 est en phase de conception par un consortium international dont le groupe Ingerop fait partie. La construction de la ligne 3 était initialement prévue pour une mise en service en 2022.